# Morski grad, Sidon
Sidonski morski grad (arabsko قلعة صيدا البحرية, latinizirano: Kalaat Saida al-Bahriya) so zgradili križarji v 13. stoletju kot utrdbo Svete dežele. Je eno najvidnejših zgodovinskih znamenitosti v pristaniškem mestu Sidon v Libanonu.

## Zgodovina
Mesto Sidon je na sredozemski obali Libanona. To starodavno feničansko mesto je imelo veliko versko, politično in trgovsko vrednost; naj bi bilo naseljeno že od leta 4000 pr. n. št. Leta 1228 n. št. so križarji zgradili Sidonski morski grad kot trdnjavo na majhnem otoku, ki je s celino povezan z ozko 80 m dolgo cesto. Na otoku je bil nekoč tempelj Melqarta, feničanske različice Herakleja. Lepoto gradu lahko vidimo na starih ilustracijah; vendar je bila po več vojnah večkrat poškodovan in prenovljen. Delno so ga uničili mameluki, ko so mesto prevzeli od križarjev, a so ga pozneje obnovili in dodali dolg nasip. Kasneje se je grad zapustil, a ga je v 17. stoletju ponovno obnovil emir Fahredin Al Maan II., vendar je utrpel veliko škodo.
Obstaja možnost, da je bil otok, na katerem je zgrajen grad, dejansko lokacija palače feničanskega kralja in več drugih feničanskih spomenikov, ki jih je uničil Asarhadon in nato naravni potres. Ta otok je služil tudi kot zavetje pred notranjimi napadi na mesto. Veliki Sidon, Mali Sidon, mogočne trdnjave, pašniki, cisterne in utrdbe so omenjeni v zapisih asirskega kralja Sanheriba o njegovih napadih na Sidon in bližnja mesta.

## Opis
Danes grad sestavljata predvsem dva stolpa, povezana z obzidjem. V zunanjih stenah so bili kot horizontalne ojačitve uporabljeni rimski stebri, kar je pogosto vidno v utrdbah, zgrajenih na nekdanjih rimskih območjih ali blizu njih. Pravokotni zahodni stolp levo od vhoda je bolje ohranjen od obeh. Obstaja velika obokana soba, posejana s starimi izrezljanimi kapiteli in rjavečimi topovskimi kroglami. Zavito stopnišče vodi do strehe, kjer je majhna mošeja iz osmanskega obdobja s kupolo. S strehe je razgled na staro mesto in ribiško pristanišče. Vzhodni stolp ni tako dobro ohranjen in je bil zgrajen v dveh fazah; spodnji del je iz obdobja križarjev, medtem ko so zgornji nivo zgradili mameluki. Obstajajo tudi dokazi o tem, da je bilo staro feničansko mesto pokopano pod morjem na območju okoli gradu: strukture zidov, stebri, stopnišča, ostanki zgradb, kipi in cisterne.

## Galerija
- Avstralske čete med ruševinami morskega gradu Sidon med sirsko-libanonsko kampanjo, 1941
- Sidonski grad
- Sidonski grad ponoči